# ميرزاحصاري (سفالغران)
میرزاحصاري (بالفارسية: میرزاحصاری) هي مستوطنة تقع في إيران في قسم سفالغران الريفي. يقدر عدد سكانها بـ 542 نسمة .